# Lipotriches yunnanensis
Lipotriches yunnanensis är en biart som först beskrevs av He och Wu 1985.  Lipotriches yunnanensis ingår i släktet Lipotriches och familjen vägbin. Inga underarter finns listade i Catalogue of Life.